# Аль-Мактум
Аль-Макту́м (араб. آل مكتوم) — династія шейхів (з 1833 року) і емірів Дубая (з 1971 року по теперішній час), а також спадкових прем'єр-міністрів та віце-президентів Об'єднаних Арабських Еміратів.

## Походження та історія династії
Рід Аль Мактум, як і рід Аль Нахайян, походить з арабського клану Аль-Фаласі, що входить до племінної федерації Бені Йас, домінуючої на території Об'єднаних Арабських Еміратів із середини XVIII століття.
У 1833 році близько 800 членів племені Бені Йас під спільним керівництвом шейха Мактума бін Бутті та Обейда бін Саїда захопили емірат Дубай. Після того як Обейд бін Саїд помер від старості в 1836 році, Мактум бін Бутті став одноосібним правителем і заснував династію Аль Мактум в еміраті.
Династія Аль Мактум править Дубаєм з 1833 року. У межах федерації Об'єднаних Арабських Еміратів Федеральна верховна рада складається з окремих правителів семи еміратів. Президент і віце-президент обираються Верховною Радою кожні п'ять років. Незважаючи на те, що посада є неофіційною, фактично успадковується клану Аль-Нахайян з емірату Абу-Дабі, а пост прем'єр-міністра, віце-президента та міністра оборони де-факто успадковується клану Аль-Мактум з Дубая.
Відмінною рисою правління шейхів аль-Мактум був мирний перехід влади від попереднього шейха до спадкоємця, на відміну від інших арабських династій Перської затоки. У березні 1892 року шейх Рашид ібн Мактум (1886—1894) разом з іншими шейхами Договірного Оману підписав «Виняткову угоду» з Великобританією, відповідно до якої над Дубаєм фактично був встановлений британський протекторат: відтепер шейх Рашид ібн Мактум та його спадкоємці не могли вести міжнародні переговори та підписувати угоди з іншими державами, а також не мали права ні поступатися ні продавати, ні здавати в оренду будь-які частини своєї території.

## Шейхи (з 1971 року— еміри) Дубая
- Мактум I ібн Буті (1833—1852), син Буті ібн Мактума
- Саїд I ібн Буті (1852—1859), брат попереднього
- Хашер ібн Мактум (1859—1886), син Мактума ібн Буті
- Рашид I ібн Мактум (1886—1894), брат попереднього
- Мактум II ібн Хашер (1894—1906), син Хашера ібн Мактума
- Буті ібн Сухайл (1906—1912), син принца Суйхала ібн Мактума, онук Мактум ібн Буті|Мактума I ібн Буті]
- Саїд II ібн Мактум (1912—1958)
- Рашид II ібн Саїд (1958—1990), син попереднього
- Мактум III ібн Рашид (1990—2006), старший син попереднього
- Мохаммед ібн Рашид (з 2006 року), молодший брат попереднього.